# Brachirus heterolepis
Brachirus heterolepis és un peix teleosti de la família dels soleids i de l'ordre dels pleuronectiformes que es troba a les costes de l'oest del Pacífic Central.